# Charles Critchfield
Charles Louis Critchfield (Shreve, Ohio, 7 de junho de 1910 – Los Alamos, Novo México, 12 de fevereiro de 1994) foi um físico matemático estadunidense. Graduado pela Universidade George Washington, onde obteve um PhD em 1939, orientado por Edward Teller, conduziu pesquisas sobre balística no Instituto de Estudos Avançados de Princeton e no Ballistic Research Laboratory no Aberdeen Proving Ground, obtendo três patentes sobre projetos de aprimoramento de sabots.

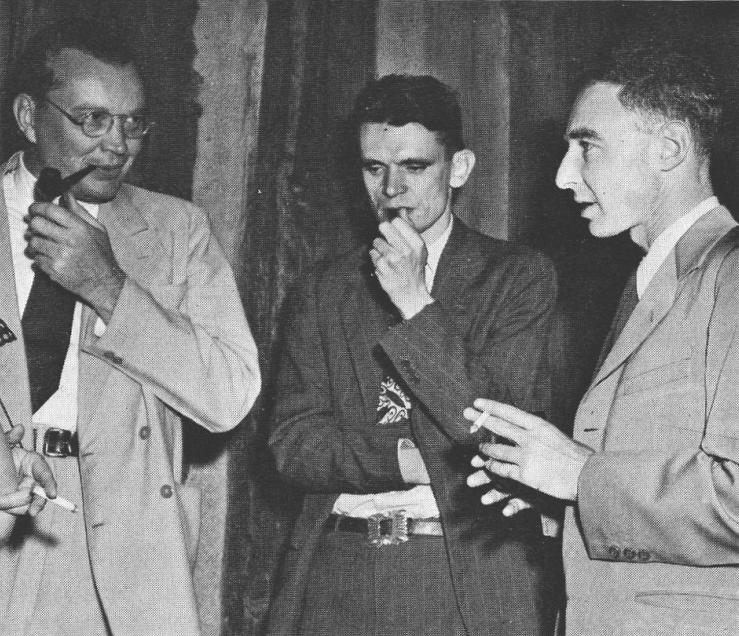
Eric Jette, Charles Critchfield e Robert Oppenheimer em Los Alamos